# Bregano
Bregano ist eine Fraktion der italienischen Gemeinde (comune) Bardello con Malgesso e Bregano in der Provinz Varese, Region Lombardei.

## Geographie
Die Ortschaft liegt etwa 10,5 Kilometer westnordwestlich von Varese am Acqua Nera, nahe dem Lago di Varese.

## Geschichte
Die ersten wirklichen Spuren menschlicher Besiedlung auf dem Gebiet von Bregano stammen aus der Römerzeit. Der Hügel von Bregano wurde bereits zur Römerzeit als Friedhof genutzt, wo man an mehreren Stellen rechteckige Gräber fand, die von Ost nach West gerichtet, etwa 2 Meter lang und 70 cm tief aus Rohsteinen in Serizzo bestehen.
Im Jahr 1280 wurde das Castrum Bregano während der Visconti-Torrianikriege zerstört, aber als Beweis für seine Existenz bleiben die Ruinen eines Turms, etwa zweieinhalb Meter hoch mit einigen Schießscharten, direkt neben dem Bauernhaus des Berges, weit weg von diesen Ruinen 20/30 Meter nordwestlich, würde es die Basis eines anderen Turms geben, der jetzt vollständig demontiert ist.
Im Februar 2022 stimmten 78,34 % der Bürger von Bregano in einem Referendum für einen Zusammenschluss der Gemeinde mit den Nachbargemeinden Bardello und Malgesso. Im Oktober 2022 stimmte der Regionalrat der Fusion zu und am 1. Januar 2023 entstand die neue Gemeinde Bardello con Malgesso e Bregano. Die Gemeinde Bregano gehörte zur Comunità montana Valli del Verbano und besaß  eine Fläche von 2,31 km². Die Nachbargemeinden waren Bardello, Biandronno, Malgesso und Travedona-Monate.

## Bevölkerung
| Bevölkerungsentwicklung | Bevölkerungsentwicklung | Bevölkerungsentwicklung | Bevölkerungsentwicklung | Bevölkerungsentwicklung | Bevölkerungsentwicklung | Bevölkerungsentwicklung | Bevölkerungsentwicklung | Bevölkerungsentwicklung | Bevölkerungsentwicklung | Bevölkerungsentwicklung | Bevölkerungsentwicklung | Bevölkerungsentwicklung | Bevölkerungsentwicklung |
| ----------------------- | ----------------------- | ----------------------- | ----------------------- | ----------------------- | ----------------------- | ----------------------- | ----------------------- | ----------------------- | ----------------------- | ----------------------- | ----------------------- | ----------------------- | ----------------------- |
| Jahr                    | 1751                    | 1805                    | 1853                    | 1881                    | 1901                    | 1921                    | 1951                    | 1971                    | 1981                    | 1991                    | 2001                    | 2011                    | 2021                    |
| Einwohner               | 191                     | 223                     | *282                    | 375                     | 400                     | 407                     | 368                     | 439                     | 539                     | 652                     | 726                     | 839                     | 824                     |

- 1809 Fusion mit Bardello

## Sehenswürdigkeiten
- Pfarrkirche Santa Maria Assunta